# Stupid Love
《Stupid Love》는 미국의 싱어송라이트 레이디 가가의 노래이자 그녀의 6집 앨범 Chromatica (2020)의 리드 싱글으로 , 2020년 2월 28일 발매되었다. 발매 전 2020년 1월에 유출되기도 한 이 곡은 이별의 상처 후에 다시 사랑에 빠질 수 있는 용기를 가지는 것을 다루고 있다. 또한, 이 곡은 디스코의 영향을 받은 댄스 팝, 일렉트로 팝, 하우스 음악 장르의 노래이다.